# Різанина в Сабрі і Шатілі

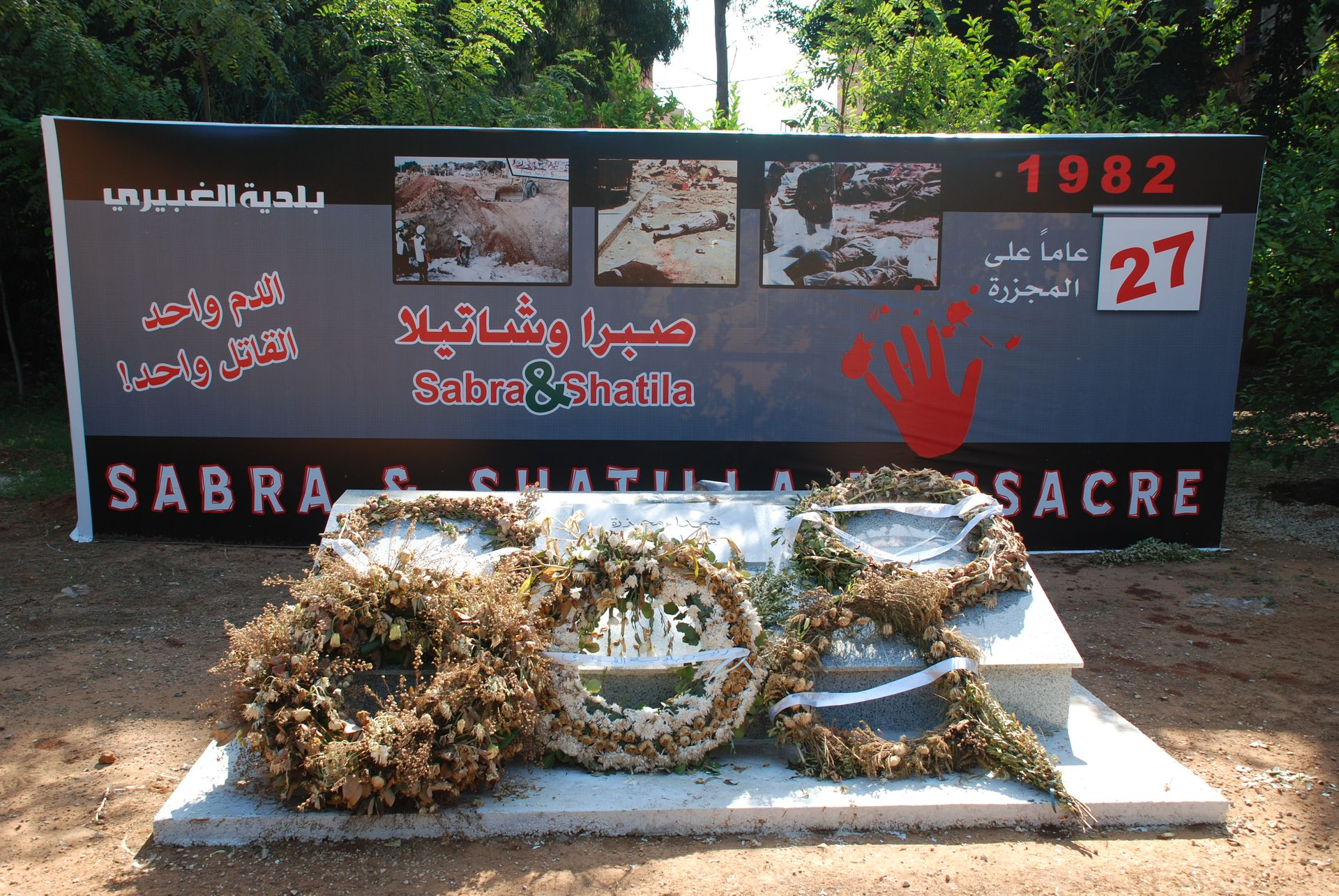
Меморіал на місці поховання жертв різанини. Південний Бейрут

Сабра і Шатіла (араб. صبرا وشاتيلا‎) — табори палестинських біженців, розташовані в Західному Бейруті. 16 і 17 вересня 1982 року, в період громадянської війни в Лівані і в ході Лівано-ізраїльської війни 1982 року, бойовики ліванської партії Катаїб, союзники Ізраїлю, провели в таборах біженців Сабра і Шатила у передмісті Бейрута військову операцію з пошуку та знищення палестинських повстанців.
У ході кривавої різанини загинуло понад 3 тис. палестинців.
Різанина почалася після того, як 14 вересня 1982 року було вбито лідера християнської націоналістичної партії «Ліванські фаланги» («Катаїб») Башира Жмайєля, щойно обраного президентом, і ще 26 осіб. Наступного ранку 15 вересня ізраїльські війська, всупереч раніше досягнутим домовленостям між США та Ізраїлем, зайняли Західний Бейрут.
Вбивство стало приводом для християн-фалангістів влаштувати різанину в палестинських таборах за підтримки ізраїльської армії під керівництвом Арієля Шарона, що окупувала та оточила табори біженців і пропустила туди фалангістів.
16 вересня 1982 року розпочалася розправа, яка тривала три дні, незважаючи на те, що Сабра та Шатіла перебували під захистом міжнародних конвенцій.